# 風季
風季是一年中風相對較大或風災比較頻繁的期間，一般是指颱風（西太平洋）、颶風（大西洋及印度洋）、龍捲風、季候風等。例如，七月至九月是香港的風季，最有可能受到熱帶氣旋吹襲。